# Der Junge, der Maulwurf, der Fuchs und das Pferd
Der Junge, der Maulwurf, der Fuchs und das Pferd (Originaltitel The Boy, the Mole, the Fox and the Horse) ist ein britisch-US-amerikanischer animierter Kurzfilm von Peter Baynton und Charlie Mackesy, der im Rahmen der 95. Oscarverleihung die Auszeichnung für den besten animierten Kurzfilm erhielt.

## Inhalt
Ein kleiner Junge, der unerwartet Freundschaft mit einem mutigen und sehr freundlichen Maulwurf, der Kuchen liebt, einem hungrigen und darüber übel gelaunten Fuchs und einem weisen Pferd schließt, macht sich zusammen mit seinen neuen Freunden auf die Suche nach einem Zuhause. In der tief verschneiten Landschaft ist einer auf den anderen angewiesen und so unterstützen sich die vier so gut sie können. Auf eine entsprechende Frage, was er einmal werden möchte, wenn er groß sei, hatte der Junge die ungewöhnliche Antwort gegeben „freundlich“.
Als der kleine Junge im Wald aufgewacht war, wusste er nicht, wieso er dort war und wie er dort hingekommen war und wo er zuvor gelebt hat. Als erstes traf er auf einen Maulwurf, der viele Ideen entwickelt, wie er dem Kind helfen könne. So schlug er vor, dem in der Nähe befindlichen Fluss zu folgen, da dort irgendwo wahrscheinlich Menschen angesiedelt seien. Als zweites tauchte ein Fuchs auf und es sah so aus, als müsse nun der Junge das kleine Säugetier vor dem Fuchs beschützen. Als sie dem Fuchs abermals begegneten, war das arme Tier in einer ausgelegten Schlinge gefangen und wurde vom Maulwurf daraus befreit. Darauf folgte der Fuchs dem Duo mit einer gewissen Scheu. Dann schloss sich ihnen ein schneeweißes Pferd an, was das Vorankommen etwas leichter machte, weil es nicht nur mit seinem Körper einen gewissen Schutz bot, sondern auch das Vorankommen leichter machte.
Als der kleine Junge fast verzweifeln will, weil er keinen Ort findet, an dem er bleiben kann, beruhigt der Fuchs Gravitas ihn mit den Worten, dass der Verstand einem manchmal einen Streich spiele. Er sage einem, dass man nicht gut und alles hoffnungslos sei. Er aber habe entdeckt, dass jeder einzelne geliebt und wichtig sei und Dinge in die Welt tragen würde, die niemand anderes sonst so machen könne. Also heiße es, durchhalten. Dann erlaubt er dem Kleinen, ihn zu umarmen.
Das Pferd in dieser Geschichte hat eine besondere Fähigkeit, es kann fliegen. Weil andere Pferde, die diese Gabe nicht haben, deswegen mit Eifersucht reagiert haben, hat es aufgehört, seine Flügel zu benutzen. Nun aber setzt das Pferd seine Fähigkeit ein und erhebt sich mit dem Jungen hoch in die Luft. Die Suche von dort aus, nach einem Platz, wo sie leben können, ist einfacher. Nachdem sie einigen in der Ferne leuchtenden Lichtern gefolgt sind und ein Dorf gefunden haben, heißt es jedoch, Abschied nehmen. Da der Junge das nicht will, entscheidet er, dass sein Zuhause überall da sein soll, wo Liebe ist.

## Produktion, Veröffentlichung
Produziert wurde der Film von NoneMore und Bad Robot Productions, coproduziert von der BBC, JJ Abrams’ Bad Robot und Woody Harrelson, der weltweite Vertrieb findet durch Apple Original Films, Apple TV+, BBC One und BBC iPlayer statt. Der Soundtrack wird vom BBC Concert Orchestra aufgeführt und von Geoff Alexander dirigiert.
Der Apple Originalfilm hatte am 25. Dezember 2022 Premiere bei Apple+.  Veröffentlicht wurde er zudem im Internet in Brasilien, im Vereinigten Königreich, in den Vereinigten Arabischen Emiraten, in Argentinien, Australien, Kanada, Ecuador, Ägypten, Frankreich, Ungarn, Indonesien, Indien, Italien, in den Niederlanden, auf den Philippinen, in Singapur, in den Vereinigten Staaten und in Südafrika. In Deutschland war der Film ebenfalls ab dem 25. Dezember 2022 im Internet unter dem deutschen Titel Der Junge, der Maulwurf, der Fuchs und das Pferd abrufbar.

## Kritik
Max Reves Hutinel bewertete den Film bei CinemaGavia und schrieb, Apple TV+ habe uns unter unseren Weihnachtsbaum eine schöne Fabel über die Suche nach der Heimat hinterlassen. Diese Geschichte, die bereits zu einem Bestseller in der Welt der illustrierten Geschichten geworden sei, bringe uns eine schöne Reise, aus der eine Freundschaft zwischen einem Jungen, einem Maulwurf, einem Fuchs und einem Pferd hervorsprieße. In diesem schönen Animationsfilm von NoneMore und Bad Robot Productions werde Charlie Mackesys Bestseller zum Leben erweckt. Man werde Zeuge der unwahrscheinlichen Verbindung zwischen vier Freunden, während sie die Bedeutung von Freundlichkeit, Mut und Hoffnung erforschten. So verkörpere der Maulwurf die Unschuld und Neugier eines Kindes, der Fuchs, seine tiefsten Ängste und Wut und das Pferd, die Scham, sich der Welt so zu zeigen, wie man ist. Die Zärtlichkeit der Geschichte liege darin, wie der Protagonist jedes dieser Tiere möge und sie willkommen heiße, was ein perfektes Gleichnis der Selbstakzeptanz sei. Zusammenfassend stellte Hutinel fest: „Obwohl es sich um ein Werk handelt, das eine Odyssee über die Suche nach der eigenen Identität erzählt, verbindet es sich meisterhaft mit der Idee, dass trotz des Glaubens, dass man verloren ist, überall dort, wo man geliebt wird, ein Zuhause ist. Damit wird das Klischee gebrochen, dass die Familie das einzige Zuhause ist. Heutzutage ist es wichtig, dass die Kleinen merken, dass die Liebe ein so großartiges Gefühl ist, dass sie jeden um uns herum umfasst und uns auf reinste Weise satt macht.“
Im Cinemagazine befasste sich Monica Mijer mit dem Film und meinte, da Charlie Mackesy, von dem das gefeierte Bilderbuch stamme, am Film beteiligt sei, halte sich dieser glücklicherweise eng an die Vorgabe und bleibe dem Buch treu. Neben Kinder der Altersgruppe ab 8+ würden auch erwachsene, nicht zynische Zuschauer, ihre Freude an dieser zauberhaften hoffnungsvollen und ruhig erzählten Geschichte über Freundschaft, Liebe und Güte haben.
Esta Rosevear schrieb bei SpoilerFreeReviews (SFR), die Illustrationen seien atemberaubend und entführten die Zuschauer in ruhige, sanfte Momente, in denen sich vier Charaktere träfen. Erzählt werde eine einfache Geschichte über Mut, Freundschaft, Liebe und die Suche nach einem Zuhause und Kuchen. Die Dialoge seien wunderschön geschrieben, voller Affirmationen und liebevoller Gedanken. Rosevear lobte auch, wie uns die Originalstimmen Tom Hollander, Idris Elba, Jude Coward Nicholl und Gabriel Byrne an einen Ort tief in unserer Seele entführten.
Auf der Seite Kinoculture Montréal stellte Luc Chaput fest, dass die Geschichte auch von den einfühlsamen Interpretationen berühmter britischer Schauspieler getragen werde. Der moralische Diskurs sei aber ein wenig zu betont, um zu hoffen, dass der Film das Niveau einiger Klassiker der Weihnachtszeit erreichen werde.
Federico Vascotto zeigte sich bei Movieplayer begeistert von dem Film, der ein Handbuch darüber sei, wie das Leben gelebt werden sollte, mit Anmut, Freundlichkeit, Großzügigkeit und Offenheit gegenüber anderen, dem Andersartigen und Unbekannten, weil unser Gegenüber genauso ängstlich sein könnte, wie wir selbst. Was an dem Film fessele, seien nicht nur die tiefen und prägnanten Dialoge mit all ihren Botschaften und Reflexionen, die sie in sich trügen, sondern auch die verwendete Animation. Der Kurzfilm sei wie eine Liebkosung auf die Wange oder ein Kuss auf die Stirn.

## Auszeichnungen
|      | Ergebnis  | Kategorie                                                        | Preisträger                                                    | Auszeichnung | Festival             |
| 2023 | Nominiert | Bester animierter Kurzfilm                                       |                                                                | Image Award  | Image Awards (NAACP) |
| 2023 | Nominiert | Beste animierte Spezialproduktion                                |                                                                | Annie Award  | Annie Awards         |
| 2023 | Nominiert | Beste Effekte in einer animierten Produktion                     | Peter Baynton, Raymond Pang, Martial Coulon                    | Annie Award  | Annie Awards         |
| 2023 | Nominiert | Beste Charakteranmimation in einer Produktion                    | Tim Watts                                                      | Annie Award  | Annie Awards         |
| 2023 | Nominiert | Beste Leistung Regie in einer animierten Produktion              | Peter Baynton, Charlie Mackesy                                 | Annie Award  | Annie Awards         |
| 2023 | Nominiert | Beste Musik in einer animierten Produktion                       | Isobel Waller-Bridge, Charlie Mackesy                          | Annie Award  | Annie Awards         |
| 2023 | Nominiert | Beste Leistung fürs Produktdesign in einer animierten Produktion | Mike McCain                                                    | Annie Award  | Annie Awards         |
| 2023 | Nominiert | Beste Leistung für den Schnitt in einer Produktion               | Daniel Budin                                                   | Annie Award  | Annie Awards         |
| 2023 | Gewonnen  | Beste britische Kurzfilm-Animation                               | Peter Baynton, Charlie Mackesy, Cara Speller, Hannah Minghella | BAFTA Award  | BAFTA Awards         |
| 2023 | Gewonnen  | Bester animierter Kurzfilm                                       | Charlie Mackesy, Matthew Freud                                 | Oscar        | Academy Awards       |